# La dama y el unicornio (novela)
La dama y el unicornio  (título original en inglés The Lady and the Unicorn)  es una novela histórica escrita en 2003 por Tracy Chevalier. Salió a la venta en España en 2004. Está ambientado en París y Bruselas en los años 1490 y 1492.
Como otras novelas de Chevalier, la trama se desarrolla en torno a una obra de arte, en este caso se trata de la serie de tapices llamada La dama y el unicornio.

## Argumento
En París, en 1490, el pintor Nicolas des Innocents ha sido encargado por Jean Le Viste de seis ricos diseños de tapices. Al caballero le gustaría ver representada la batalla de Nancy, que tuvo lugar trece años antes, pero la esposa de Le Viste, la triste Genevieve consigue convencer al artista de persuadir  a su marido de que era preferible a otr o tema para los tapices: la  seducción de un unicornio por una dama.
Ejecutados los dibujos, Nicolás viaja a Bruselas al taller del tejedor Georges de la Chapelle. Realizados junto con el dibujante Philippe de la Tour los dibujos preparatorios, regresa a París, mientras que Georges y su taller comienzan un trabajo agotador para completar los tapices en el tiempo establecido por Jean le Viste.
La novela, narrada por turnos en primera persona por varios personajes, se desenvuelve alrededor de varias historias paralelas: la obsesión de Nicolás por Claude, la hija de su patrón, los problemas de Claude y su madre y los eventos de la bodega en Bruselas hasta terminar todos los tapices a inicios de 1492.